# حلقه فلوریان
حلقه فلوریان (انگلیسی: Florian Bague؛ زادهٔ ۲۷ ژوئیهٔ ۱۹۸۴) بازیکن فوتبال اهل فرانسه است.